# Ben Stokes
Benjamin Andrew Stokes (* 4. Juni 1991 in Christchurch, Neuseeland) ist ein englischer Cricketspieler, der seit 2011 für die englische Nationalmannschaft spielt und seit 2022 deren Kapitän im Test-Cricket ist.

## Kindheit und Ausbildung
Stokes ist Sohn des ehemaligen Rugby-League_Nationalspielers Gerard Stokes. Aufgewachsen in Neuseeland zog er mit seiner Familie, als er 12 Jahre alt war, nach England, wo sein Vater eine Trainerposition einnahm. Im Jahr 2007 wurde Stokes in die Akademie von Durham aufgenommen und gab sein Debüt in der zweiten Mannschaft. Auch war er Teil der englischen Mannschaft für den ICC U19-Cricket-Weltmeisterschaft 2010.

## Aktive Karriere

### Anfänge in der Nationalmannschaft
In der Saison 2009 gab er sein Debüt für Durham in den List-A-Wettbewerben (Friends Provident Trophy 2009 und NatWest Pro40 League 2009). Im Winter unterzeichnete er mit 18 Jahren einen Vertrag mit Durham. Stokes gab sein Debüt in der Nationalmannschaft in einem ODI gegen Irland im Sommer 2011. Zum Ende der Saison gab er auch sein Debüt im Twenty20-Cricket bei einer Tour gegen die West Indies. Im November zog er sich dann eine Verletzung am Zeigefinger zu an dem er operiert werden musste, die ihn zu einer sechsmonatigen Pause zwang. Während der Pause wurde er kurzzeitig festgenommen da er einen Polizisten bei seiner Arbeit behindert hatte, wobei davon ausgegangen wurde, dass er dabei betrunken war. Im Sommer spielte er für Durham, wurde jedoch für die Lions Touren berücksichtigt, der zweiten englischen Mannschaft. Bei einer dieser Touren in Australien im Februar wurde er auf Grund von unprofessionellem Verhalten nach Hause geschickt, da er zwei Mal die Verhaltensregeln brach. Im Sommer kam er wieder zurück ins Nationalteam. Im letzten ODI der Tour gegen Australien im September gelangen ihm dann 5 Wickets für 61 Runs mit dem Ball, was jedoch nicht zum Sieg ausreichte.
Bei der Ashes-Series in Australien im folgenden Winter gab er auch sein Test-Debüt. In seinem zweiten Test erzielte er sein erstes Century über 120 Runs aus 195 Bällen, konnte damit die deutliche Niederlage jedoch nicht vermeiden. Im abschließenden Test der Serie konnte er 6 Wickets für 99 Runs erzielen. In der ODI-Serie der Tour konnte er im vierten Spiel 4 Wickets für 38 Runs erzielen und am Schlag ein Fifty über 70 Runs hinzufügen, wofür er als Spieler des Spiels ausgezeichnet wurde. Im letzten Spiel der Serie folgten dann noch einmal 3 Wickets für 43 Runs. In der Folge wurde er als wichtige zukünftige Stütze für das englische Team betrachtet. Jedoch waren seine Leistungen bei der folgenden Tour in den West Indies nicht überzeugend und als er im letzten Twenty20 nach dem ersten Ball ausschied, schlug er mit seiner Hand in der Umkleidekabine aus Frustration gegen einen Schrank. Dabei brach er sich das Handgelenk und konnte daraufhin nicht an der kurz darauf stattfindenden ICC World Twenty20 2014 teilnehmen. Im Sommer gelang ihm dann 3 Wickets für 51 Runs im zweiten Test gegen Indien. In der ODI-Serie folgen dann 3 Wickets für 47 Runs. Jedoch konnte er danach nicht überzeugen, scheiterte beim erreichen höherer Run-Zahlen und ließ zu viele Runs als Bowler zu. Dies führte dazu, dass er für den Kader für den Cricket World Cup 2015 nicht berücksichtigt wurde. Im April 2015 erzielte er ein Half-Century über 79 Runs im ersten Test in den West Indies.

### Scheitern beim World Twenty20 2016
Der Sommer 2015 begann mit einer Tour gegen Neuseeland. Dort konnte er im ersten Test ein Fifty über 92 Runs im ersten innings erreichen, bevor er im zweiten Innings neben einem Century über 101 Runs aus 92 Bällen auch 3 Wickets für 38 Runs mit dem Ball erzielte und so das Spiel drehte. Dafür wurde er als Spieler des Spiels ausgezeichnet. In der ODI-Serie konnte er neben einem Fifty über 68 Runs auch 3 Wickets für 52 Runs mit dem Ball erreichen. Die Ashes-Series gegen Australien begann er in den ersten beiden Tests mit jeweils einem Half-Century (52 und 87 Runs). Im vierten Test erzielte er als Bowler 6 Wickets für 36 Runs, womit England die Ashes gewann, und schloss die Serie mit 3 Wickets für 133 Runs im letzten Test ab. In der ODI-Serie folgten dann noch einmal drei Wickets (3/60), wobei er in dem Spiel kontrovers für obstructing the field ausschied.

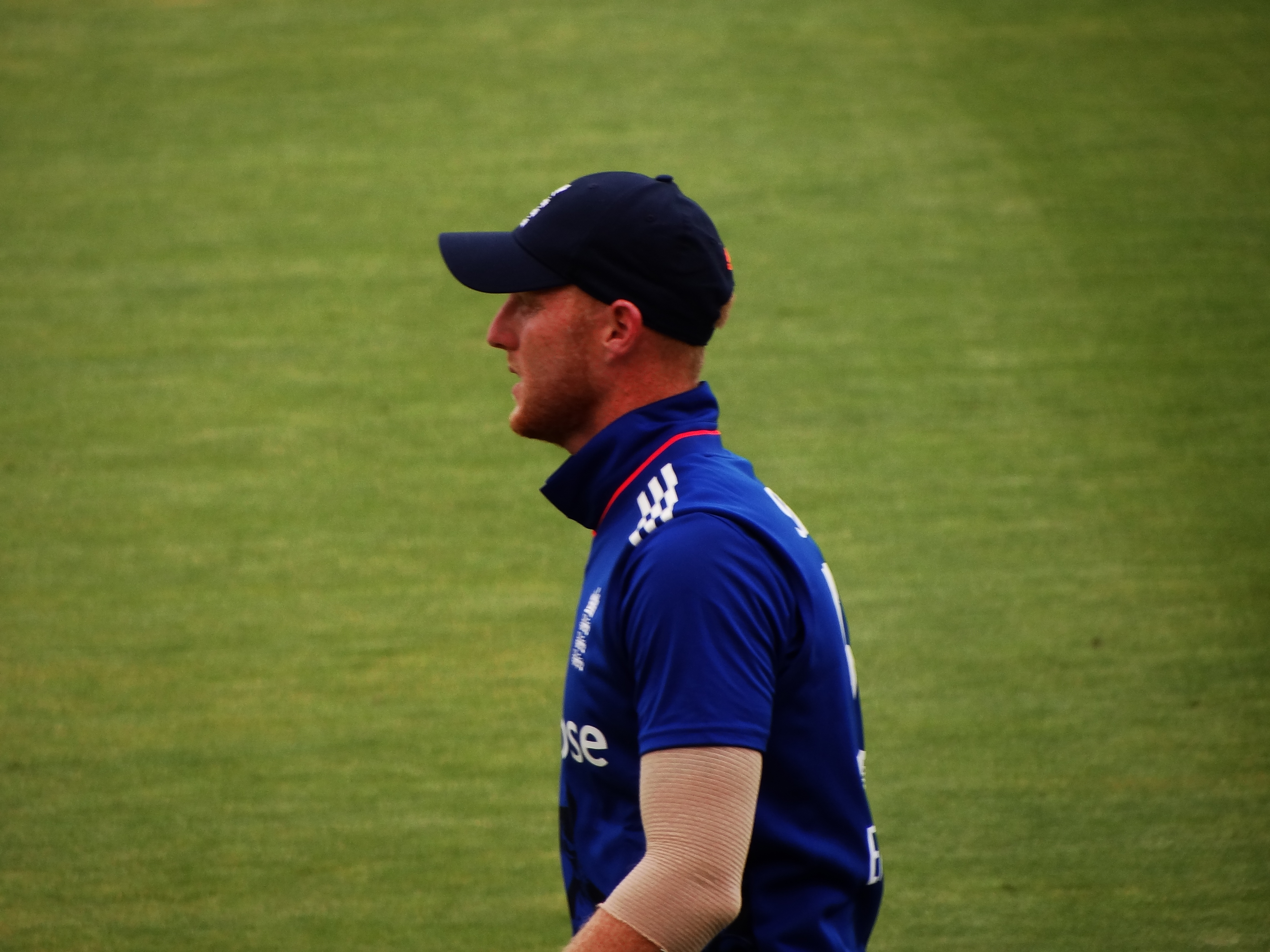
Stokes im Jahr 2015

Im Oktober 2015 erreichte er im ersten Test gegen Pakistan zunächst 4 Wickets für 57 Runs mit dem Ball, bevor er ein Fifty über 57 Runs erreichte. Bei der Tour in Südafrika zum Jahreswechsel erzielte er im zweiten Test ein Double-Century üb er 258 Runs, wofür er als Spieler des Spiels, das im Remis endete, ausgezeichnet wurde. Im dritten Test folgte ein Fifty (58 Runs) und 3 Wickets für 53 Runs, bevor er im letzten Test noch einmal vier Wickets erreichte (4/86). In der ODI-Serie folgten zwei weitere Fifties (57 und 53 Runs). Daraufhin reiste er mit dem Team nach Indien für den ICC World Twenty20 2016. Im Halbfinale gegen Neuseeland trug er 3 Wickets für 26 Runs zum Finaleinzug bei. Im Finale gegen die West Indies es in der Hand den Titelgewinn zu sichern. Im letzten Over brauchte der Gegner 19 Runs und Stokes wurde als Bowler nominiert. Jedoch gelang es Carlos Brathwaite die ersten vier Bällen jeweils für ein Six über die Boundary zu schlagen und so verlor England.

### Der Nachtclub-Vorfall
Im September 2016 erzielte er in der ODI-Serie gegen Pakistan zwei Half-Centuries (69 und 75 Runs). Daraufhin reiste er mit dem Team nach Bangladesch. Im ersten ODI erreichte er ein Century über 101 Runs aus 100 Bällen. In der Test Serie konnte er im ersten Test ein Fifty über 83 Runs und 4 Wickets für 26 Runs erzielen, und im zweiten Spiel 3 Wickets für 52 Runs. In der folgenden Tour in Indien begann er mit einem Century über 128 Runs aus 235 Bällen. Im weiteren Verlauf der Serie gelang ihm ein Fifty über 70 Runs und ein Fife-for über5 Wickets für 73 Runs. In der ODI-Serie folgten dann zwei Half-Centuries (62 und 57* Runs), wobei er im letzteren Spiel auch 3 Wickets für 63 Runs erreichte und als Spieler des Spiels ausgezeichnet wurde. Zum Ende der Saison erreichte er ein Fifty über 55 Runs in der ODI-Serie in den West Indies. Der Sommer begann mit einer Tour gegen Südafrika. In den ODIs erzielte er ein Century über 101 Runs aus 79 Bällen und wurde als Spieler des Spiels ausgezeichnet. Die Tour wurde unterbrochen von der ICC Champions Trophy 2017. Hier gelang ihm ein Century über 102* Runs aus 109 Bällen beim Sieg gegen Australien. In der folgenden Test-Serie gegen Südafrika erzielte er neben zwei Fifties (56 und 58 Runs) auch ein Century über 112 Runs aus 153 Bällen.
Zum Abschluss der Saison traf England auf die West Indies. Dabei konnte er im zweiten Test ein Century über 100 Runs aus 124 Bällen im ersten und ein Fifty über 58 Runs im zweiten innings erzielen. Im dritten Spiel der Serie folgten dann 60 Runs und 6 Wickets für 22 Runs, wofür er als Spieler des Spiels ausgezeichnet wurde. Im letzten ODI der Tour folgte dann ein weiteres Fifty über 73 Runs. Nach dem Spiel ging er unter anderem mit Alex Hales dem Bristoler Nachtleben nach. In den frühen Morgenstunden kam es zu einem Zwischenfall vor einem Nachtclub bei dem Stokes auf Grund von Körperverletzung festgenommen wurde. Am nächsten Morgen wurde er ohne das Anklage erhoben wurde entlassen. Bei dem Vorfall brach sich Stokes einen Finger. Für die verbliebene Tour wurde er vom englischen Team suspendiert. Tage darauf wurde er zunächst noch für die Tour in Australien nominiert, nachdem jedoch Videos von dem Vorfall aufgetaucht waren, wurde er mit sofortiger Wirkung suspendiert. In der folge verlor er Sponsorenverträge und wurde nicht für die Ashes berücksichtigt. Ende Oktober folgten dann Medienberichte, dass Stokes zwei Männer vor homophoben Angriffen schützte. Daraufhin nahmen Spekulationen zu, dass er für die Ashes nachnominiert würde und er reiste nach Neuseeland, um dort im nationalen Cricket zu spielen. Jedoch wurde eine erwogene Nachnominierung für die ODI-Serie vom Verband wieder zurückgezogen, da die Polizei ihre Untersuchungen von dem Vorfall nicht abgeschlossen hatte. Nachdem der Verband im Januar entschieden hatte, ihn wieder ins Team zu berufen, wurde er auf Grund einer Beteiligung an einer Schlägerei angezeigt. Nachdem er sich bei einem Gerichtstermin als nicht-schuldig bekannt hatte, reiste er nach Neuseeland für die dortige Tour. Bei der erzielte er jeweils ein Fifty in den ODIs (63* Runs) und Tests (66 Runs).

### Gewinn des World Cups
Im Sommer erzielte er beim ersten Test gegen Pakistan 3 Wickets für 73 Runs. Jedoch zog er sich eine Oberschenkelverletzung zu und verpasste den rest der Serie. Bei der darauf stattfindenden Tour gegen Indien erzielte er zunächst ein Fifty in der ODI-Serie. Im ersten Test erreichte er 4 Wickets für 40 Runs. Den zweiten Test verpasste er auf Grund der Gerichtsverhandlung zu seinem Nachtclub-Vorfall. Nach einer einwöchigen Gerichtsverhandlung wurde er in dem fall für nicht schuldig befunden. Im dritten Test der Serie konnte er wieder spielen und erreichte ein Half-Century. Zu Beginn der Saison 2018/19 reiste er mit dem Team nach Sri Lanka. Nach einem Fifty in den ODIs (67 Runs), konnte er ein Fifty (62 Runs) im ersten Test und ein Fifty und drei Wickets (57 & 3/30) im dritten erzielen. Nach der Tour erhielt er vom Verband eine Disziplinarstrafe im Zusammenhang mit dem Nachtclub-Vorfall, die eine Geldstrafe und eine Spielstrafe enthielt, die er jedoch schon verbüßt hatte. Im neuen Jahr reiste er zunächst in die West Indies. In der Test-Serie erzielte er ein Mal 4 Wickets (4/59) und ein Fifty (79 Runs). In den ODIs erreichte er drei Wickets (3/37) im ersten Spiel und 79 Runs im zweiten.

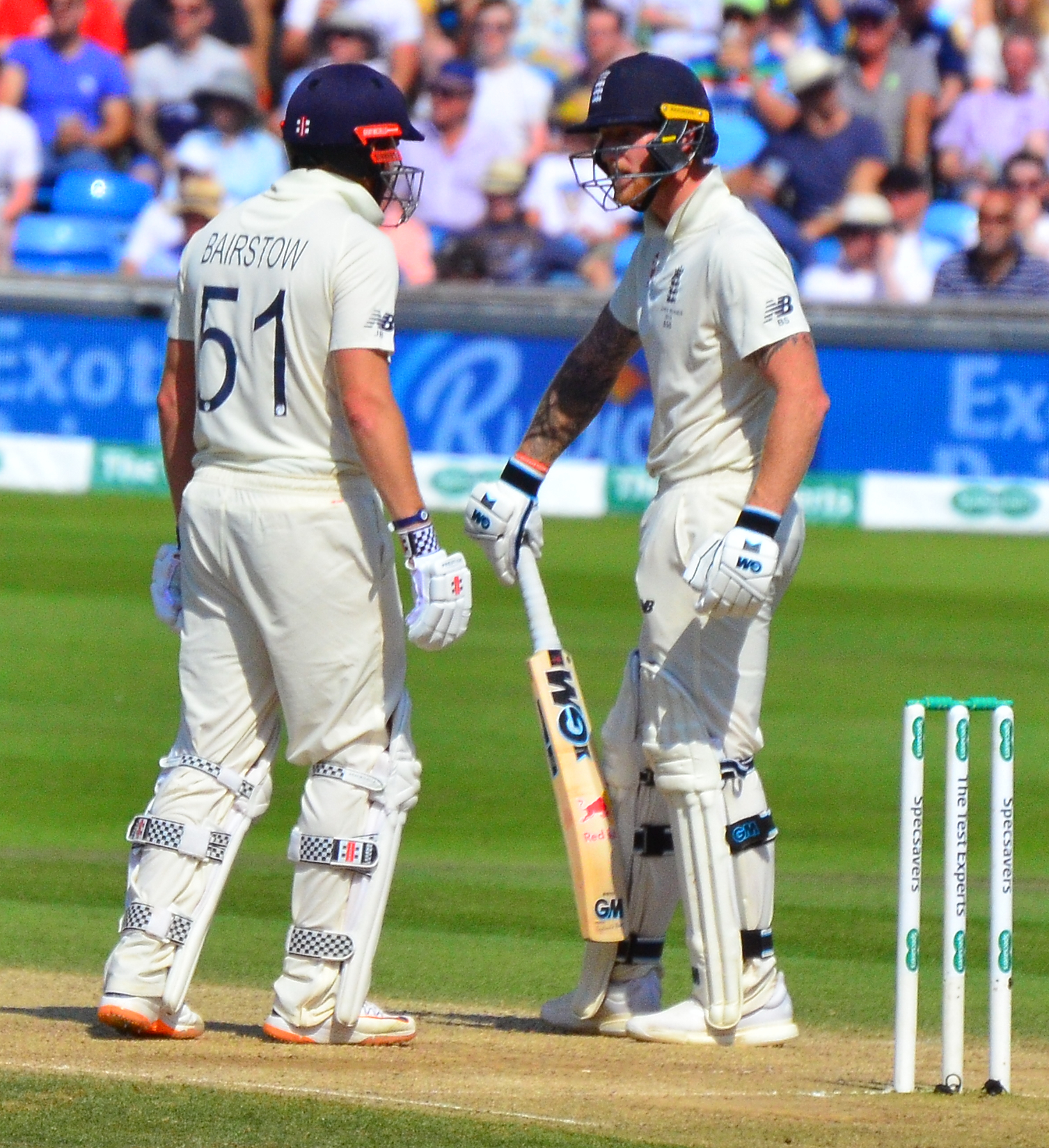
Stokes zusammen mit Jonny Bairstow im Jahr 2019.

In der Vorbereitung für die Weltmeisterschaft bestritt er mit dem Team eine ODI-Serie gegen Pakistan, bei der ihm ein Half-Century (71* Runs) gelang. Den Cricket World Cup 2019 selbst eröffnete er mit einem Fifty über 89 Runs gegen Südafrika, wofür er als Spieler des spiels ausgezeichnet wurde. In der Vorrunde konnte er des Weiteren drei Wickets (3/23) gegen Bangladesch und jeweils ein Fifty gegen Sri Lanka (82* Runs), Australien (89 Runs) und Indien (79 Runs) erzielen. Im Finale gegen Neuseeland erzielte er ein weiteres Half-Century über 84* Runs und er wurde, auch weil er entscheidende Runs im Super Over erreichte, beim Titelgewinn als Spieler des Spiels ausgezeichnet. Nach der Weltmeisterschaft folgte die Ashes-Series gegen Australien. Dabei erzielte er im ersten Spiel ein Fifty (50 Runs) und 3 Wickets für 85 Runs. Im zweiten Spiel der Serie wurde er für ein Century über 115* Runs aus 165 Runs als Spieler des Spiels ausgezeichnet. Beim dritten Test konnte er mitneben einem Century über 135* Runs aus 219 Bällen auch noch drei Wickets (3/56) erzielen und wurde dafür abermals ausgezeichnet. Im letzten Test folgte noch ein Fifty (67 Runs).

### Aufstieg zum Test-Kapitän
Die Saison 2019/20 begann mit einem Fifty (91 Runs) in der Test-Serie in Neuseeland. Nach diesem erfolgreichen Jahr wurde er vielfach ausgezeichnet, unter anderem als BBC Sports Personality of the Year, Spieler des Jahres vom Weltverband BBC und als OBE in der New Years Honors List. In Südafrika erzielte er zunächst drei Wickets (3/35) und ein Fifty (72 Runs) im zweiten Test und wurde als Spieler des Spiels ausgezeichnet. Im dritten Test folgte ein Century über 120 Runs aus 214 Bällen und er wurde als Spieler der Serie ausgezeichnet. Nach einer Pause auf Grund der COVID-19-Pandemie traf er im Sommer 2020 auf die West Indies und wurde im ersten Test erstmals als Kapitän aufgestellt, da Joe Root nicht zur Verfügung stand. Dabei erzielte er 4 Wickets für 49 Runs, bevor ihm im zweiten Test im ersten Innings ein Century über 176 Runs aus 356 Bällen und im zweiten ein Fifty über 78 Runs gelang. Für letzteres wurde er als Spieler des Spiels ausgezeichnet. Die Tour gegen Pakistan brach er vorzeitig aus familiären Gründen ab. Im verbliebenen Jahr spielte er, da sein Vater an Krebs erkrankt war, nur noch die Indian Premier League 2020 und eine Twenty20-Serie in Südafrika. Bei der Tour in Indien im Februar 2021 war er wieder voll im Team integriert. In den Tests erzielte er zwei Fifties (82 und 55 Runs) und ein Mal vier Wickets (4/89). In der ODI-Serie folgten dann ein Mal drei Wickets (3/34) und ein Fifty über 99 Runs.
Bei der Indian Premier League 2021 brach er sich, für die Rajasthan Royals spielend einen Finger und fiel für mehrere Monate aus. Bei der Tour gegen Pakistan spielte er zwar in der ODI-Serie, aber nur unter Schmerzen. Daraufhin erklärte er, dass er eine unbestimmt lange Pause einlegen wird, um sich seinem mentalen Wohlergehen zu widmen. Damit verpasste er auch den ICC Men’s T20 World Cup 2021. Bei der Ashes-Series in Australien im Dezember 2021 war er wieder Teil der Mannschaft. Dort erreichte er im zweiten Test 3 Wickets für 113 Runs und zwei Fifties (66 und 60 Runs) im vierten Spiel. Gegen die West Indies erreichte er im zweiten Test ein Century über 120 Runs aus 128 Bällen. Im April erklärte Joe Root seinen Rücktritt als Test-Kapitän und Stokes wurde als sein Nachfolger bestimmt. Unter seiner Führung konnte England den Bazball-Sommer begehen, bei dem das Team eine positive und aggressive positive Spielweise pflegte. Gegen Neuseeland erzielte er zwei Half-Centuries (54 und 75* Runs). Im Test gegen Indien erzielte er 4 Wickets für 33 Runs. Während der Tour gegen Südafrika erklärte er seinen Rücktritt vom ODI-Cricket um sich auf Test- und Twenty20-Cricket zu konzentrieren. In den Tests der Serie erreichte er zwei Mal drei Wickets (3/71 und 3/39) sowie ein Century über 103 Runs aus 163 Bällen. Dafür wurde er als Spieler der Serie ausgezeichnet.